# Нагебераво
Нагебераво (груз. ნაგებერავო) — село в Грузії.
За даними перепису населення 2014 року в селі проживає 256 особи.